# Sigd
El Sigd (en hebreo: סיגד) es una festividad religiosa de la comunidad Beta Israel, los judíos de Etiopía, que conmemora la entrega de la Torá al profeta Moisés en el Monte Sinaí, se celebra el día 29 del mes de Jeshván, 50 días, (7 semanas), después de Yom Kipur. Durante la festividad, los miembros de la comunidad Beta Israel ruegan por la reconstrucción del Templo, hacen un ayuno, recitan Salmos, se reúnen en Jerusalén, y dan gracias a Dios por su regreso a la Eretz Israel. En julio de 2008, el parlamento israelí, la Knéset, reconoció que el Sigd era una de las festividades del Estado de Israel.